# Michał Chrapek
Michał Chrapek (ur. 3 kwietnia 1992 w Jaworznie) – polski piłkarz występujący na pozycji pomocnika w polskim klubie Piast Gliwice.

## Kariera klubowa

### Początki
Chrapek zaczął trenować piłkę nożną w wieku siedmiu lat i grał przez trzy lata w zespole Ogniska Pracy Pozaszkolnej w Jaworznie. Grał tam na pozycji prawego obrońcy. Następnie trafił do Victorii Jaworzno. Występował w tym klubie na pozycji środkowego pomocnika. Grając w drużynie trampkarzy Victorii pełnił funkcję kapitana zespołu.

### Wisła Kraków

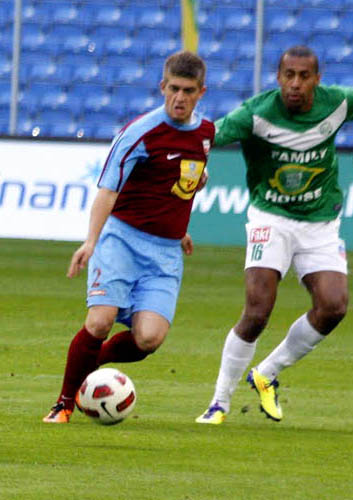
Chrapek w barwach Kolejarza, po prawej obrońca Alain Ngamayama z Warty Poznań.

W 2007 został zawodnikiem Wisły Kraków, w której zaczął występować w drużynach juniorskich. W sezonie 2007/2008 zdobył z drużyną juniorów młodszych trenowanych przez Kazimierza Moskala mistrzostwo Małopolski. Grając w juniorach Wisły trafił do reprezentacji Małopolskiego Związku Piłki Nożnej rocznika 1992. Z reprezentacją zdobył tytuł Mistrza Polski oraz Puchar im. K. Deyny podczas Turnieju Finałowego rozgrywanego w Więcborku. W finałowym meczu z Mazowieckim ZPN Chrapek zdobył dwie bramki.
W listopadzie 2008 został zaproszony przez trenera pierwszego zespołu Wisły Macieja Skorżę na treningi seniorskiej drużyny. Z pierwszą drużyną trenował do końca roku. W lutym 2009 roku pojechał z drużyną na zgrupowanie do Hiszpanii. 15 marca 2009 roku zagrał swój pierwszy mecz w młodej drużynie Wisły, w rozgrywkach Młodej Ekstraklasy. W lipcu został włączony do kadry pierwszego zespołu Wisły. W Ekstraklasie zadebiutował 11 grudnia, w spotkaniu z Zagłębiem Lubin.
W sezonie 2011/2012 był wypożyczony do Kolejarza Stróże, gdzie zagrał w 30 meczach w pierwszej lidze, za każdym razem w podstawowym składzie zespołu i strzelił 3 bramki.

## Kariera reprezentacyjna
Chrapek występował w juniorskich reprezentacjach Polski od U-17 do U-19. W sierpniu 2008 zagrał w barwach reprezentacji Polski U-17 we wszystkich trzech meczach pierwszej rundy eliminacyjnej do Mistrzostwa Europy U-17 w Niemczech, z Czarnogórą, Bułgarią i Azerbejdżanem. W każdym z tych meczów pojawiał się na boisku jako zmiennik. Polacy zajęli pierwsze miejsce w grupie i awansowali do drugiej rundy eliminacyjnej. Chrapek zagrał tam w meczach ze Słowenią oraz Szwajcarią w pierwszym składzie reprezentacji. Ostatecznie Polacy zajęli drugie miejsce w swojej grupie i nie awansowali do turnieju finałowego. W sierpniu 2009 Chrapek wystąpił w barwach reprezentacji Polski U-18 w dwóch towarzyskich meczach z reprezentacją Szwajcarii. 16 września po raz pierwszy zagrał w reprezentacji Polski U-19, w towarzyskim meczu z Grecją.